# 1988년 하계 올림픽 브루나이 선수단
브루나이는 1988년 하계 올림픽에 처음으로 참가했다. 브루나이에서는 임원단을 1명 선수는 한명도 뒤인 1996년 하계 올림픽에서야 선수를 보냈다.

## 같이 보기
- 올림픽 브루나이 선수단